# Izabela Dłużyk
Izabela Dłużyk (ur. 7 maja 1989 w Gdańsku) – polska tłumaczka, dokumentalistka dźwiękowa, rejestratorka dźwięków natury. W 2023 r. została umieszczona na liście „BBC 100 Women 2023” – stu najbardziej wpływowych kobiet świata BBC.

## Życiorys
Izabela Dłużyk urodziła się w 1989 r. w Gdańsku. Od urodzenia jest niewidoma co prawdopodobnie wykształciło szczególną wrażliwość na dźwięki. Jako nastolatka uczyła się w gimnazjum z internatem w Ośrodku Szkolno-Wychowawczym dla Dzieci Niewidomych im. Róży Czackiej w Laskach. Następnie uczyła się w V LO im. S. Żeromskiego w Gdańsku. Po maturze, zdanej w 2008 r., ukończyła filologię angielską i rosyjską na wydziale filologicznym Uniwersytetu Gdańskiego. Jest doktorem nauk humanistycznych. Pracuje jako tłumaczka w Centrum Języków Obcych Uniwersytetu Gdańskiego. 

## Twórczość
W wieku 12 lat otrzymała w prezencie magnetofon i zaczęła rejestrować dzięki natury, głównie odgłosy wydawane przez ptaki. Nagrywa również zwierzęta i odgłosy przyrody. Po latach amatorskiego nagrywania w czasie studiów zaczęła pracować na profesjonalnym sprzęcie szwedzkiej firmy Telinga, wyposażonym w mikrofon specjalnie dostosowany do nagrywania dźwięków przyrody, przybliżający je dziesięciokrotnie. W 2015 r. australijskie wydawnictwo Listening Earth, założone przez Andrew Skeocha prezesa  Australian Wildlife Sound Recording Group, wydało trzy albumy Izabeli: Echoes from the Ancient Forest, Morning at the Lutownia River oraz Morning Soundscapes from the Biebrza Marshes. W 2016 r. nakładem wydawnictwa muzycznego Soliton wydane zostały w Polsce dwie płyty Dłużyk: Echa Krainy Łosia - Ptasi śpiew bez podkładu muzycznego oraz Echa Krainy Żubra - Ptasi śpiew bez podkładu muzycznego. Również w 2016 r. słowackie wydawnictwo LOM wydało płytę Soundscapes of Summer, a następnie w 2017 r. Soundscapes of Spring.
Wśród różnych gatunków ptaków Dłużyk szczególnie upodobała sobie odgłosy wydawane przez papugi. Jako nastolatka otrzymała pierwszą nimfę. W listopadzie 2017 r. odbyła podróż do Peru, gdzie w rezerwacie Tambopata na żerowisko zbierają się stada papug. Zarejestrowała ponad 20 godzin dźwięków.   
We wrześniu 2023 r. BBC World Service wyemitowało film dokumentalny o Dłużyk Isabela in the forest, w którym opowiada producentce Monicy Whitlock o fascynacji ptasimi odgłosami jednocześnie oprowadzając brytyjską ekipę filmową po Białowieży. W październiku tego samego roku niewidomy prezenter Peter White zaprosił ją do swojej audycji In Touche na antenie BBC Radio 4.  

## Nagrody i wyróżnienia
W 2023 r. została umieszczona na prestiżowej liście „BBC 100 Women 2023” – stu najbardziej wpływowych kobiet świata BBC w kategorii „Nauka, zdrowie i technologia”.